# Apsû
Pour les articles homonymes, voir Abzu (homonymie).
L'apsû (ou abzu en sumérien), parfois traduit par Abîme, est le nom  de l'océan souterrain dans la mythologie mésopotamienne, il est composé d'eau douce. Selon cette croyance, les lacs, sources, rivières, puits et autres points d'eau douce découlent tous d'Apsû.
Le dieu sumérien Enki (Éa en akkadien) commença à vivre dans les eaux d'Apsû avant même que les êtres humains voient le jour. Sa femme Ninhursag, sa mère Nammu et une variété de créatures subordonnées y résident également.
À Eridu, le temple d'Enki portait le nom d'E-abzu (le « temple abzu »). Certaines citernes d'eau sacrée, dans la cour des temples de Babylone et d'Assyrie, étaient également appelés apsû ou abzu. Utilisées dans un but de purification religieuse, ces citernes peuvent être considérées comme des précurseurs d'installations similaires dans les mosquées islamiques, ou encore des fonts baptismaux dans les églises chrétiennes.
Apsû est aussi dépeint comme une divinité distincte, mais seulement dans l'épopée babylonienne de la Création, l'Enûma Elish. Dans cette histoire, Apsû a les traits d'un monstre primitif composé d'eau douce, et se révèle l'amant d'une autre divinité primitive, Tiamat, une créature d'eau salée.